# Uriangato
Uriangato (del purépecha: Lugar donde el sol se pone levantado), es una ciudad mexicana del estado de Guanajuato. Es la cabecera del municipio de Uriangato.
Fue fundado bajo el nombre de San Miguel Uriangato, en carácter de pueblo español, el 20 de febrero de 1604 mediante una cédula real expedida en El Escorial a nombre del Rey Felipe III de España.
Forma parte de la Zona metropolitana Moroleón - Uriangato - Yuriria reconocida por el estado de Guanajuato, desde octubre de 2010. Además, Uriangato forma parte de la Zona Metropolitana federal Moroleón-Uriangato la cual es reconocida por el grupo institucional SEDATU, CONAPO e INEGI; quienes integran a estos dos municipios; en un territorio de 276.1 km² con una densidad media urbana de 70 hab/ha.
Uriangato está urbanizado casi en su totalidad, por lo que su población rural representa menos del 10% de su población total, de acuerdo al censo de población y vivienda del INEGI del 2020, la población del municipio de Uriangato es de 61 494 habitantes, sin embargo la población de los tres municipios que conforman la Zona metropolitana Moroleón - Uriangato - Yuriria es de 177 496 habitantes.

## Toponimia
Uriangato es la adecuación al español de un vocablo purépecha (tarasco) que significa lugar donde el sol se pone levantado, algunas fuentes mencionan este vocablo como Anapu nani hima huriata hari jatzhicubi anandini mientras que algunos diccionarios lo recogen como Urhiantato.
Esto se debe a que los cerros ubicados al oriente de la cabecera municipal (cerro del Comal y cerro del Capulín) al amanecer impiden el paso de los rayos del sol a temprana hora, mientras que por la tarde, los cerros ubicados al poniente, ocasionan que desde temprana hora la luz del sol se vea interrumpida con el ocaso ocurriendo durante gran parte del año en lo alto del cerro de Cupuato (hoy Cerro Prieto), por lo tanto, en este punto geográfico el sol se oculta (se pone) en lo alto o levantado con respecto a otros lugares de la región aledaña a Uriangato.

## Historia

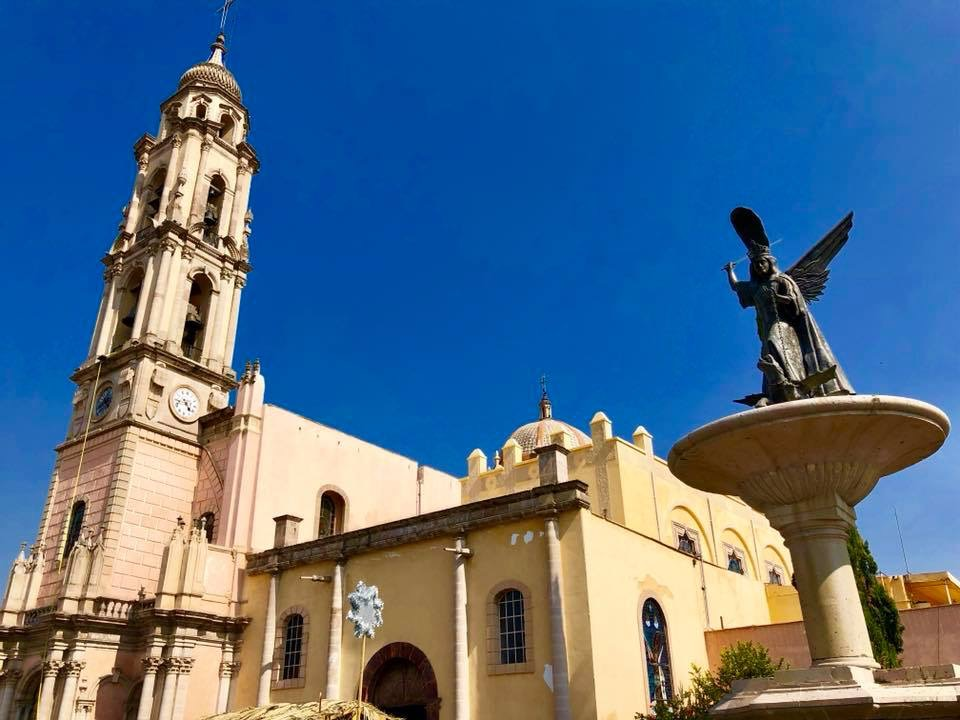
Atrio de la parroquia de San Miguel Arcángel.

### Época prehispánica y fundación
El territorio donde hoy se encuentra la ciudad de Uriangato ha estado habitado desde el florecimiento de la cultura Chupícuaro (350 a. C.-350 d. C.), en el año 940 Uriangato estuvo habitado por Chichimecas y Otomíes que cayeron bajo la influencia de los Purépechas haciendo que Uriangato perteneciera al cacicazgo de Yuririahpúndaro, desde esta época y hasta el inicio del siglo XV Uriangato y sus alrededores fueron un territorio considerado frontera entre los Chichimecas y Purépechas (Tarascos) cuyos tres señoríos se encontraban asentados en lo que hoy es el estado de Michoacán, por lo anterior, el territorio del municipio de Uriangato formó parte de la frontera norte de los tres señoríos tarascos, ya que los territorios de la "gran chichimeca" nombrada así por los conquistadores españoles iniciaban al norte del río Lerma. Con base en documentos del siglo XVI, se estima que la población del imperio Tarasco llegó a fluctuar entre 750 000 y 1.3 millones de habitantes, (año 1524) desglosado en tres zonas: el Bajío (región a la que pertenecía Uriangato) con 352 316 habitantes; la sierra con 248 648 habitantes y las tierras bajas con 140 071 habitantes. Se subraya la alta concentración demográfica en el centro y norte del estado de Michoacán y sur del actual estado de Guanajuato, sondeos arqueológicos regionales en las cuencas de Zacapu, Pátzcuaro, Cuitzeo, Yuririay Sayula sugieren que la densidad poblacional alcanzó su punto máximo en el período postclásico tardío. Por documentos tributarios se sabe que la cuenca del lago de Cuitzeo estaba densamente poblada, de hecho era la zona más densamente poblada del imperio tarasco debido a la riqueza de sus recursos naturales, lo fértil de sus tierras y la abundante existencia de pescado en el lago de Cuitzeo.

### SiglosXVI-XVIII
La conquista de Tenochtitlán por los europeos se consumó en 1521 y apenas dos años más tarde, en 1523 Don Antonio de Carbajal llegó a esta región para preparar el reparto de algunas encomiendas, para el año de 1529 Yuririahpúndaro aparece como encomienda de Juan de Tovar, en ella quedó incluido el territorio de Uriangato y sus habitantes. En aquella época todo el actual sur del estado de Guanajuato fue considerado parte de la Alcaldía mayor de Pátzcuaro, por lo que Uriangato pertenecía a ella, por formar parte de Yuririahpúndaro.
La conquista española del Nuevo Mundo también dejó su marca indeleble en esta región con el establecimiento de una Congregación de nativos que habitaron en la zona, de esta manera la Congregación de nativos de San Miguel Uriangato fue fundada en 1549 para mejorar la calidad de vida de los indígenas por Fray Diego de Chávez, un informe de 1571 menciona que Uriangato tenía 45 habitantes. En el año de 1597 Juan Ignacio Córcoles comienza los trámites de gestión de la cédula real, finalmente Uriangato alcanza su fundación legal española el 20 de febrero de 1604 por mandato del Rey de España Felipe III en carácter de pueblo, otorgándosele el nombre de «San Miguel Uriangato».
El 3 de junio del año de 1701 el virrey José Sarmiento Valladares ampara al alcalde y pobladores naturales de la Congregación de San Miguel Uriangato contra despojos de tierras de la hacienda de Santa Mónica Ozumbilla. En 1703 Tomás de Villagómez era dueño de El Derramadero y lo arrendaba a Diego Sánchez, entre 1710 y 1715 los sacerdotes de Yuriria arriendan las tierras de Huahuemba, El Aguacate, El Charco de las Gallinas, La Deseada, La Deseadita, Cupuato, El Comal, La Lagunilla del Encinal y San José a criollos particulares, ocasionando varios problemas territoriales por la posesión de tierras entre los diferentes arrendatarios de la Hacienda de Santa Mónica Ozumbilla.
En 1790 se inicia la construcción del templo de “Las dos torres” donde hoy se encuentra el santuario de la virgen de Guadalupe.

### SigloXIX

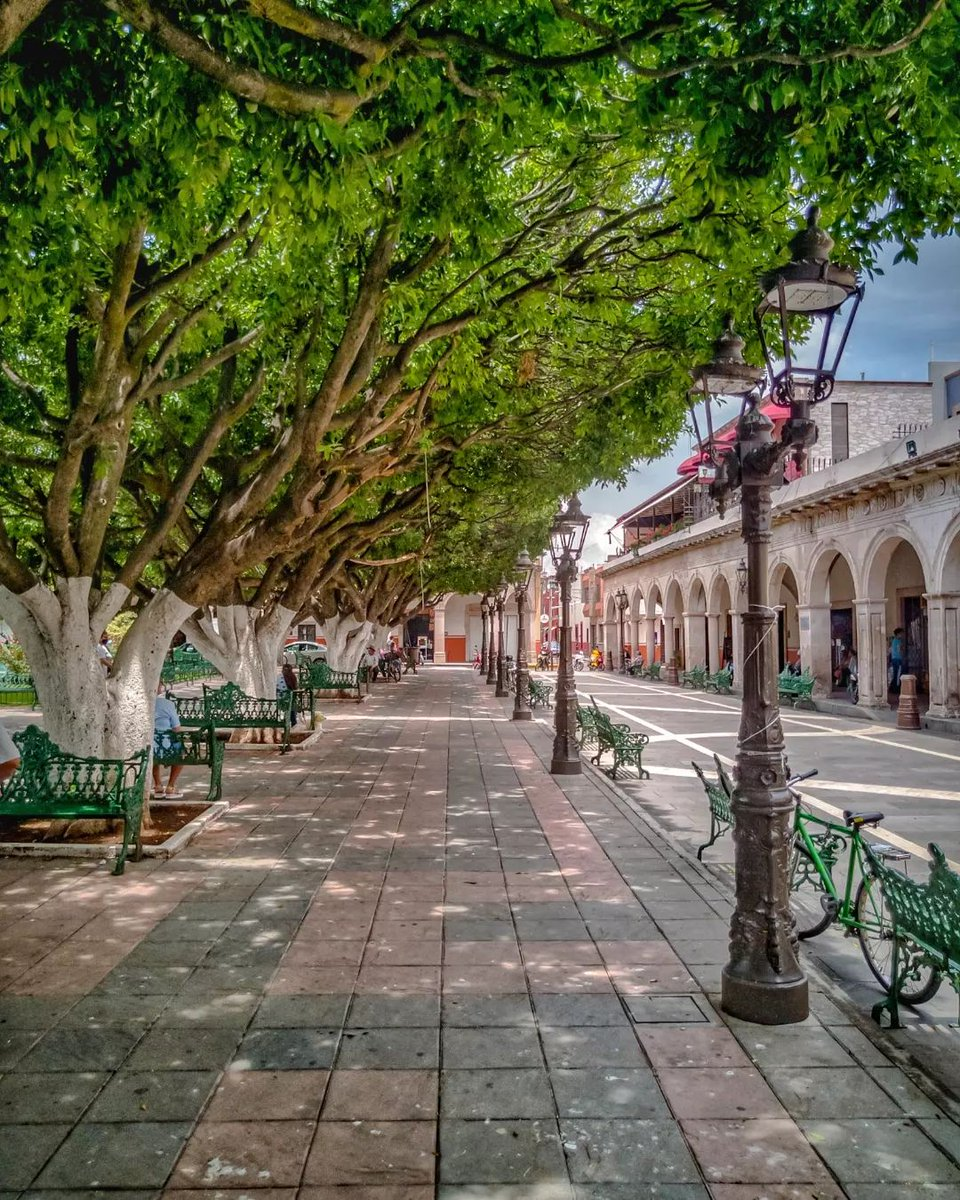
Jardín principal de Uriangato.

En el año de 1804 el alcalde José Dionisio Vallejo y Juan Bautista Vallejo, (representante de los vecinos) solicitan 600 varas (502.8 metros) por cada punto cardinal (en la época virreinal una vara equivalía a 12 pulgadas) mismas que se les conceden del terreno de Yuririahpúndaro (hoy Municipio de Yuriria), las autoridades encabezadas por el Virrey José Iturrigaray mandan a que se midiese la tierra correspondiente al fundo legal del pueblo de San Miguel Uriangato, mismo que se lleva a cabo el 26 de junio del año 1804.
Sin embargo posteriormente se fueron agregando nuevos terrenos en el lado sur y poniente, pues los dueños de los mismos observaron más ventajas y cercanía en pertenecer a San Miguel Uriangato que a Yuririahpúndaro.
En esta época la actividad económica primaria de la localidad era la agricultura, seguido de la ganadería en pequeña escala, los productos de primera necesidad tales como prendas de vestir, calzado, herramientas y enseres domésticos eran traídos de otros lugares ya que no se fabricaban en este lugar. La gran mayoría de los vecinos del pueblo eran indígenas, aunque durante la primera mitad del siglo XIX se fueron asentando algunos criollos (hijos de españoles nacidos en la Nueva España) en los alrededores, originando que los indígenas se replegaran a lo que actualmente es el barrio de La Loma. Un censo realizado por la Iglesia en 1803, arrojó que en el poblado vivían 165 personas, sin embargo en la petición de la tierra se menciona que había más de 80 familias (400 personas)
Uriangato se mantuvo como un pueblo pacífico al estallar la guerra por la independencia de México en el año de 1810, no fue escenario de batallas, solamente fue un punto de paso de las diferentes tropas, las tropas insurgentes pasan por Uriangato comandadas por el cura Don Miguel Hidalgo y Costilla el 14 de noviembre de 1810 con rumbo a Valladolid (hoy Morelia), formando parte de la llamada ruta de la Independencia.
Los lugares donde se concentraba alguna actividad comercial en la época se vieron abandonados por el temor a la guerra, este fue el caso de Yuriria en 1815 cuando el Padre Torres incendió el poblado, ocasionando con ello que los comerciantes establecidos en ese punto huyeran, encontrando en Uriangato un sitio menos expuesto a los inconvenientes de la Guerra, fue así como en Uriangato se inició la actividad comercial, atrayendo a compradores de otros lugares. Terminada la guerra en 1821 Yuriria reclamó que el comercio regresara a su plaza, lo que no logró, dando lugar a una enemistad temporal con los habitantes de Yuriria.
Alrededor del año 1830 surgió en el suroeste de San Miguel Uriangato un poblado al que se le dio el nombre de "la Mezquitera" y que posteriormente se denominó Congregación de Uriangato (hoy Moroleón), esta localidad se originó con los comerciantes foráneos que venían al tianguis semanal de San Miguel Uriangato. Existe controversia respecto al verdadero motivo que hizo migrar a los comerciantes del centro de Uriangato hacia la Mezquitera (hoy Moroleón), una hipótesis es que pude deberse a que por cuestiones sanitarias se les prohibió la entrada ya que estas medidas preventivas fueron establecidas contra la epidemia de cólera morbus que azotó a todo el país en el año de 1833, otra hipótesis apunta a actos de cacicazgo y corrupción por parte de las autoridades de Uriangato en esa época. Sin embargo para mediados del siglo XIX el comercio quedó establecido ahí poblándose posteriormente con varias personas originarias de los ranchos vecinos, entre ellos, de El Moro perteneciente a Yuririapúndaro. El hecho que originó la migración del comercio hacia Moroleón originó una actitud de enemistad, resentimiento y adversidad entre los habitantes de La Congregación (hoy Moroleón) y las autoridades de Uriangato, generalizándose en toda la población, mismo se ha heredado de generación en generación hasta la actualidad.

### SigloXX
Al iniciarse el siglo XX, comenzó el resurgimiento de la economía en Uriangato, en septiembre de 1910 se instala la presidencia municipal en la calle Morelos Esquina Guerrero (hoy calle Salvador Urrutia), así como la escuela elemental n.º 1. El día 10 de diciembre de 1908, el pueblo de Uriangato adquiere la categoría de villa, mediante el decreto n.º 6 del XXIII Congreso del Estado, 43 años después, el 9 de noviembre de 1951 mediante el dictamen y decreto 97 de la H. XLI Legislatura del Estado, se le otorga a Uriangato la categoría de "Ciudad" sustituyendo la Categoría de "Villa" que dejó de utilizarse en esa época.
Para finales de 1908 se construye el kiosco del jardín principal y un año después inicia el servicio de tranvía entre las villas de Uriangato y Moroleón (cabe mencionar que aún no se encontraban unidos estos pueblos) y para entonces Uriangato abarcaba el perímetro entre las calles 16 de septiembre, Insurgente Olivares, Salvador Urrutia y Lerdo.
El 24 de junio de 1918 la Villa de Uriangato soportó el ataque de un grupo de hombres que escudándose en los ideales de la Revolución y teniendo como jefe a J. Inés Chávez García, quien dirigía a un gran número de gavilleros que eran comandados por sus subalternos Fidel González, Pedro Vásquez, "El Manco" Nares y Rafael Núñez, intentaron penetrar a esta población con la finalidad de atacarla. Esta situación obligó a los pobladores a estar unidos y organizados bajo el mando de José Rosiles Castro, quien era el presidente municipal, y así se dispusieron nueve fortines para atacar a los enemigos (en la parroquia, en la actual presidencia, en la esquina del portal Independencia con la calle Morelos, en la esquina de Salvador Urrutia y Morelos, en la esquina del portal y la calle Hidalgo y en las casas de Antonio Ortega, Luis Martínez, Vicente Santa Cruz y en la de José Inés Díaz). El ataque se inició por el "atorón" barrio de la Loma y el repique de las campanas fue la señal de alarma; la lucha fue difícil pero conforme el fuego arreciaba los atacantes veían cada vez más lejana la posibilidad de penetrar al centro de la villa. Fue de gran ayuda para los defensores la participación de los huandacarenses Salvador Urrutia, Timoteo Tena y Francisco Servín, quienes prestaron ayuda a esta heroica defensa. La noticia de esta victoria llegó hasta el Presidente de la República Venustiano Carranza, quien por medio de un comunicado felicitó a los habitantes de Uriangato.
En el mes de noviembre de 1918 Uriangato no se libró de la primera gran Pandemia de Gripe de la que se tiene registro, esta se conoció como la gripe española y ocasionó cerca de 20 millones de muertes en todo el mundo, el impacto en Uriangato fue tal que durante finales del mes de octubre y principios de noviembre de ese año se sepultaban entre 25 y 30 cadáveres diariamente, para el mes de diciembre la cifra había bajado a 5 o 6 cadáveres al día, se estima que durante la pandemia murieron alrededor de 1500 Uriangatenses.
En 1919 se coloca el reloj de la torre de la parroquia de San Miguel, misma que fue terminada el 10 de noviembre del año 1923, cuatro años después en 1927 se instala el primer cine de Uriangato en la calle Salvador Urrutia, en 1928 se inicia la tradición de los globos de cantoya al ser lanzado el primero en el barrio de La Loma durante las festividades de San Miguel Arcángel. En el año de 1951 el Congreso local le concede el título de Ciudad de Uriangato.
El 16 de agosto de 1967 se inició la construcción de la Iglesia del Sagrado Corazón de Jesús, conocida durante varias décadas como: "el templo nuevo". El gran impulsor de este proyecto fue Fray Felipe Chávez Ayala, sacerdote originario de Nayarit, que ganó la simpatía de los vecinos pues gozaba de gran liderazgo y popularidad, logrando que estos organizaran kermeses y bailes para juntar fondos utilizados para l construcción de la nueva iglesia, la primera misa y la primera boda se llevaron a cabo en 1974.
El período 1970-2000 ha sido la época más próspera de la historia de Uriangato, debido a que se detonó el crecimiento poblacional y desarrollo económico para la ciudad de Uriangato, la población mostró un cambio importante al triplicarse, la población urbana aumentó y la población rural disminuyó dramáticamente, desapareciendo algunas comunidades rurales como Los Gordillo, Los Vieyra, La Palma y La Joya, algunas otras comunidades pasaron a ser parte de la cabecera municipal como: El Cuitzillo, Ejido Plan de Ayala, La Joyita, La Deseada de Arriba, La Deseada de Abajo, Las Peñitas, Colonia Juárez, San José Cuaracurío y Huahuemba. La ciudad fue transformándose adquiriendo un aspecto más urbano: durante la década de 1980 se realizaron importantes obras como: la construcción de la primera institución educativa de nivel bachillerato: el CBTis 217, el auditorio municipal, el libramiento oriente, las nuevas instalaciones del mercado municipal, el atrio de la parroquia de San Miguel y el hospital general regional de Uriangato. Durante la década de 1990 el importante desarrollo económico hizo que el tianguis textil creciera a las dimensiones actuales, por lo que se hizo necesaria la construcción de una terminal de autobuses, también en este período se construyeron: la casa de la cultura, la preparatoria del sur de Guanajuato, el Instituto Tecnológico del Sur (ITSUR), la plaza de toros, la unidad deportiva II y el rastro municipal. Las calles sufrieron grandes cambios en la década de 1990 iniciándose la construcción de importantes avenidas como el bulevar Juárez, bulevar Leovino Zavala, bulevar Morelos, también en este período se construyeron la glorieta de la amistad y el libramiento sur.

### SigloXXI
El siglo XXI comienza con el empuje económico importante desde la década de 1990, con importantes inversiones en obra pública. En 2001 se construyeron tres importantes avenidas en el sur de la ciudad; el bulevar Arboledas, el bulevar Prolongación Morelos y la primera etapa del bulevar Las Palmas.
En julio de 2003, El Congreso del Estado emitió el Decreto 204, mediante el cual Moroleón debía regresar a Uriangato 160 hectáreas de terreno de la zona urbana y rural, ubicadas desde la actual línea divisoria hasta la comunidad de El Salto, este decreto fue vetado el 7 de agosto de 2003 por el Gobernador del estado de Guanajuato Juan Carlos Romero Hicks con el argumento de preservar la paz social entre los municipios, en respuesta a dicho veto constitucional y por la inconformidad el H. Ayuntamiento 2000-2003 cambió de nombre a la prolongación del bulevar Morelos por bulevar Uriangato, al libramiento sur por libramiento San Miguel Arcángel y al bulevar Arboledas por bulevar Decreto 204.
Debido al conflicto limítrofe, el Gobierno del estado de Guanajuato delimitó una zona de resguardo entre la glorieta de la amistad y la terminal de autobuses de Moroleón, ya que el territorio ubicado entre estos puntos es reclamado por ambos municipios como propio, sin embargo y para fines de funcionalidad se ha definido que Uriangato controle la acera norte (bulevar Uriangato) y Moroleón la acera sur (bulevar Agustín León) de la zona de conflicto territoral.
En el año 2003 iniciaron los trabajos de remodelación del Centro histórico de Uriangato y en 2004 se concluyeron las obras con la construcción del portal Aldama y la remodelación de todos los portales, para conmemorar el 400 aniversario de la fundación legal de Uriangato.
En 2005 se terminó la construcción de la planta tratadora de aguas negras en la localidad de Huahuemba, iniciando las obras encaminadas al manejo de residuos de la zona metropolitana de Uriangato-Moroleón.
El 16 de julio de 2008 se inauguró el primer centro comercial de la región: Galerías Metropolitana Uriangato, que cuenta con Mercado Soriana, Cinepolis, Suburbia, Coppel, Famsa, Burger King, AutoZone, área de comida rápida, sucursales bancarias, locales con diversas mercancías y servicios así como un amplio estacionamiento, este proyecto tiene planes de ampliación en varias etapas, la siguiente etapa incluye la construcción de un hotel, una gasolinera. La construcción del centro comercial reactivó el conflicto limítrofe con el municipio de Moroleón, lo que provocó diversos enfrentamientos entre algunos habitantes de ambos municipios, así como la disputa por la posesión de diversos terrenos ubicados en la llamada “zona de conflicto” (hasta la actualidad en resguardo del Gobierno del Estado), ese mismo año se concluyó con la construcción del bulevar Monterrey y la Av. Simón Bolívar en las colonias San Miguel y La Joyita. En este año se terminan también los Bulevares Uriangato y Monterrey.
En julio de 2009 Uriangato presenta una controversia constitucional ante la Suprema Corte de Justicia de la Nación contra la Ley Antiaborto, ya que se considera que dicha disposición vulnera los derechos de las mujeres entre ellos el acceso a abortos en condiciones seguras en caso de violación, de aceptarse esta controversia Uriangato sería el único municipio de la entidad donde un embrión no sería considerado persona y podría realizarse el aborto. En este mismo año surge el Comité La Octava Noche A.C. con la finalidad de promover la tradición de los Tapetes y el paseo de San Miguel bajo esta nueva denominación; desde 2009 la tradición y recorrido se ha fortalecido presentándose en diferentes ferias regionales y promoviéndolo como parte esencial de la cultura Uriangatense. Ver La Octava Noche.
El 6 de octubre de 2010 se firmó el convenio para la integración de la zona metropolitana Moroleón-Uriangato-Yuriria, para lo cual inician las pláticas entre las nuevas administraciones para elaborar proyectos regionales de conurbación entre los tres municipios, se comenzó a gestionar recursos para obras públicas de un fondo Federal que provee a las zonas Metropolitanas de ingresos para realización de obras de beneficio común. Así mismo se retomaron las actividades de la Expo Textil en conjunto con el municipio de Moroleón.
En 2012 se inauguraron importantes obras públicas como el mirador en el parque bicentenario y la plaza 16 de septiembre, así mismo se remodelaron el auditorio municipal "Adolfo Ruiz Cortines" y la presidencia municipal de Uriangato.
Por cuestiones de inseguridad, la Expo Textil Otoño-Invierno 2014 se canceló y se trasladó a la ciudad de León, a propuesta de los textileros de la zona sur ya que de acuerdo con el secretario de Desarrollo Económico Sustentable no había condiciones de seguridad en la región, por lo que la Expo Textil se llevaría a León y estará a cargo del gobierno del estado desde ese año con el nombre de FIMODA.
En 2017 se concluyó la remodelación del bulevar Leovino Zavala y se inició la construcción del Centro Comercial Plaza Textil Metropolitana en los límites de los municipios de Uriangato (Prolongación Madero) y Moroleón (Av. 12 de Octubre) y se inicia a oficiar misas en el Templo del Señor del Trabajo en la Colonia Agrícola al norte de la ciudad.
En 2020 se vivieron con especial intensidad entre la población de Uriangato, los efectos de la pandemia de COVID-19 causada por el virus SARS-CoV-2, causando un nivel de mortalidad no antes visto en nuestro municipio, aunque las cifras oficiales no reflejan la cantidad de defunciones ni casos ocurridos, se cuenta con un registro de 5,864 enfermos y 595 defunciones hasta diciembre de 2022, también se declaró al Hospital General de Uriangato a más del 100 % de su capacidad, siendo totalmente rebasado para la cantidad de enfermos que se presentaban a solicitar atención médica. De acuerdo con cifras del registro civil, la cifra estimada de defunciones por COVID-19 se calcula entre 1,000 y 1,200 muertes en Uriangato desde el inicio de la pandemia de COVID-19.

## Geografía

### Colonias que integran la ciudad de Uriangato
La ciudad de Uriangato cuenta con numerosas colonias entre las más importantes se encuentran: Zona Centro, Plan de Ayala, La Joyita, Las Aguilillas, El Cuitzillo, Lázaro Cárdenas, Juárez, La Deseada de arriba, La Deseada de abajo, Las Misiones, Emiliano Zapata, Deportiva, Lindavista, 24 de junio, Loma Bonita, San Miguel, Loma Linda, Las Peñitas, Agrícola, Magisterial, Fraccionamiento Revolución, Fraccionamiento Loma Linda, Independencia, Francisco Villa, Roma, La Yácata, La Mesa, Los Laureles, Pedregal, La Manga del Pirúl, La Venadita, La Mora, Los Pinos, Plaza Textil Bedolla, entre otras en proceso de urbanización.

### Barrios del centro de Uriangato o barrios viejos.
La Loma, Pejo, La Ladrillera, Calle del Puente, Calle Real, Las Estacas, El Infiernito, El Ojo de Agüita (en la colonia Lindavista), Los Huertos.

## Clima
El clima es Subtropical (semicálido y subhúmedo), con lluvias moderadas en verano y un invierno moderado con temperaturas que en promedio oscilan entre los 10 °C y los 15 °C.
Durante el año 2020 se ha registrado una temperatura mínima de 4.6 °C (5 de enero) y una temperatura máxima de 35.2 °C (9 de mayo), sin embargo durante el 80 % del año la temperatura oscila entre los 18 °C y los 23 °C, con un promedio de 20.4.°C.
La precipitación pluvial media es de 810.6 milímetros anuales. El viento es ligero en la región fluctuando entre los 0 y 5 km/h, el máximo de vientos sostenidos registrado en 2010 fue de 4.8 km/h (23 de febrero) y las rachas máximas de vientos fueron de 15.9 km/h (23 de febrero). No es zona de afectación importante de fenómenos meteorológicos (huracanes y frentes fríos) debido a que Uriangato, al igual que la región del Bajío se encuentra entre dos cordilleras que frenan los huracanes (Sierra Madre Occidental y Sierra Madre Oriental), por lo que aun cuando excepcionalmente se encontrara en la trayectoria de un Huracán los vientos de este llegarían solo con velocidad de Depresión Tropical. Respecto a los frentes fríos, la poca altura sobre el nivel del mar de la región del Bajío (de ahí su nombre), impide que la temperatura descienda por debajo de los cero grados.
| Parámetros climáticos promedio de Uriangáto | Parámetros climáticos promedio de Uriangáto | Parámetros climáticos promedio de Uriangáto | Parámetros climáticos promedio de Uriangáto | Parámetros climáticos promedio de Uriangáto | Parámetros climáticos promedio de Uriangáto | Parámetros climáticos promedio de Uriangáto | Parámetros climáticos promedio de Uriangáto | Parámetros climáticos promedio de Uriangáto | Parámetros climáticos promedio de Uriangáto | Parámetros climáticos promedio de Uriangáto | Parámetros climáticos promedio de Uriangáto | Parámetros climáticos promedio de Uriangáto | Parámetros climáticos promedio de Uriangáto |
| Mes                                         | Ene.                                        | Feb.                                        | Mar.                                        | Abr.                                        | May.                                        | Jun.                                        | Jul.                                        | Ago.                                        | Sep.                                        | Oct.                                        | Nov.                                        | Dic.                                        | Anual                                       |
| ------------------------------------------- | ------------------------------------------- | ------------------------------------------- | ------------------------------------------- | ------------------------------------------- | ------------------------------------------- | ------------------------------------------- | ------------------------------------------- | ------------------------------------------- | ------------------------------------------- | ------------------------------------------- | ------------------------------------------- | ------------------------------------------- | ------------------------------------------- |
| Temp. máx. abs. (°C)                        | 32.5                                        | 33                                          | 39.5                                        | 38                                          | 37.5                                        | 37                                          | 34                                          | 33                                          | 33                                          | 34                                          | 35                                          | 32                                          | '                                           |
| Temp. máx. media (°C)                       | 24                                          | 25.7                                        | 28.6                                        | 30.4                                        | 31.1                                        | 29.1                                        | 26.9                                        | 26.9                                        | 26.5                                        | 26.3                                        | 25.4                                        | 24.1                                        | 27.1                                        |
| Temp. media (°C)                            | 15.3                                        | 16.7                                        | 19.5                                        | 21.6                                        | 22.9                                        | 22.3                                        | 20.7                                        | 20.6                                        | 20.2                                        | 19                                          | 17                                          | 15.7                                        | 19.3                                        |
| Temp. mín. media (°C)                       | 6.7                                         | 7.6                                         | 10.4                                        | 12.8                                        | 14.7                                        | 15.5                                        | 14.5                                        | 14.3                                        | 13.8                                        | 11.7                                        | 8.5                                         | 7.3                                         | 11.5                                        |
| Temp. mín. abs. (°C)                        | -2.5                                        | -3.5                                        | 3                                           | 7                                           | 9                                           | 10.5                                        | 10                                          | 10                                          | 4                                           | 4                                           | -2                                          | -0.5                                        | '                                           |
| Precipitación total (mm)                    | 21                                          | 11                                          | 12                                          | 16                                          | 38                                          | 132                                         | 180                                         | 186                                         | 132                                         | 56                                          | 11                                          | 11                                          | 805                                         |
| Días de precipitaciones (≥ 1 mm)            | 2.3                                         | 1.7                                         | 1.8                                         | 2.5                                         | 5                                           | 12                                          | 16.5                                        | 16.2                                        | 12.2                                        | 5.5                                         | 2                                           | 2.1                                         | 79.8                                        |
| Fuente:                                     |                                             |                                             |                                             |                                             |                                             |                                             |                                             |                                             |                                             |                                             |                                             |                                             |                                             |

## Aspectos electorales

### Geografía electoral
Uriangato es la sede del Distrito Electoral Federal X que comprende los municipios de: Tarimoro, Salvatierra, Santiago Maravatío, Yuriria, Moroleón y Uriangato.
Lo anterior fue modificado en la reconfiguración de distritos electorales federales realizada en 2010, ya que anteriormente la sede del distrito se encontraba en Yuriria, sin embargo al ser Uriangato la cabecera municipal más poblada de la región la sede del distrito electoral se cambió. 
Uriangato pertenece al Distrito Electoral Estatal XX con sede en Yuriria que incluye a los municipios de: Santiago Maravatío, Yuriria, Moroleón y Uriangato.

## Migración

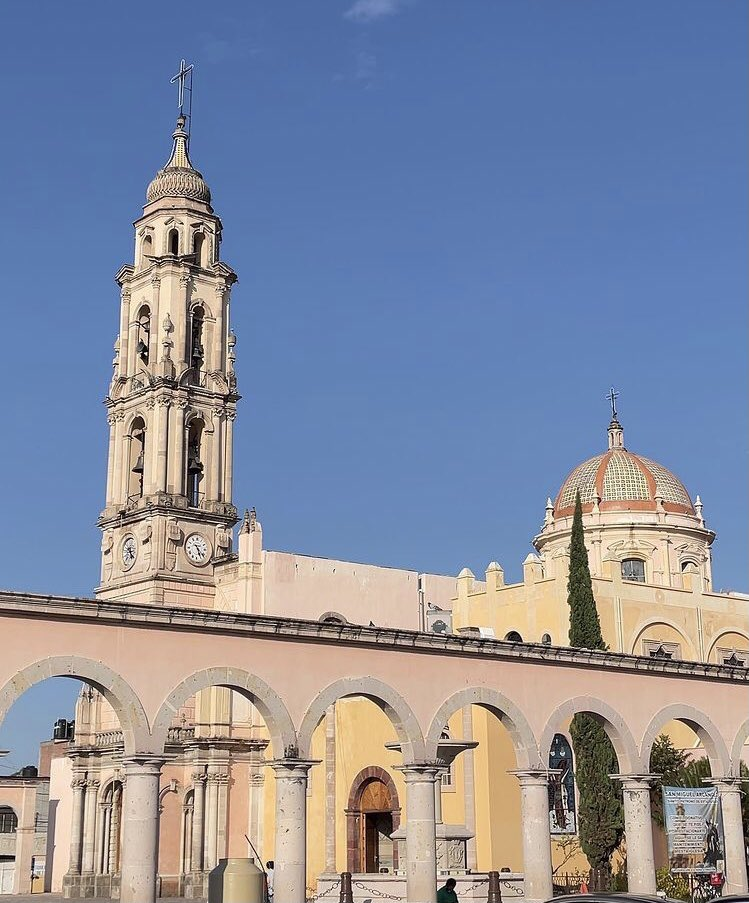
Centro histórico de Uriangato.

Los datos migratorios son difíciles de cuantificar y se realizan mediante estimaciones de la Secretaría de Relaciones Exteriores y el Instituto Nacional de Migración. De acuerdo a estas estimaciones de migración publicadas por el Consejo Nacional de Población CONAPO y el Instituto Nacional de Migración se estima que un equivalente a 35 % de la población de los municipios del sur de Guanajuato vive en Estados Unidos, lo que nos hace inferir que en Estados Unidos residen 20 000 Uriangatenses quienes radican de manera permanente en Estados Unidos por estado de residencia: Illinois 24 %, California 21 %, Texas 17 %, Misuri 10 %, Pensilvania 4 %, Nueva Jersey 4 %, Nueva York 3 %, Delaware 3 %, Florida 3 % y otros estados 11 %.
En algunas localidades el efecto migratorio ha sido masivo, el caso más significativo es la localidad de El Derramadero cuya población en 1980 era de 3500 habitantes y en 2010 vivían menos de 1000 personas. Otras localidades donde el fenómeno también ha cobrado fuerza significativa son: El Charco, Rancho El Cerro, La Peonía, La Cinta, El Aguacate, La Lagunilla del Rico, La Lagunilla del Encinal y El Comal. En las localidades del norte de Uriangato como Cupuato, La Presa y Huahuemba.
En la zona urbana el fenómeno no es tan notorio debido a que la inmigración de habitantes de otros municipios hacia Uriangato por cuestiones comerciales, compensa el flujo de migrantes del municipio de Uriangato hacia los Estados Unidos.

## Turismo

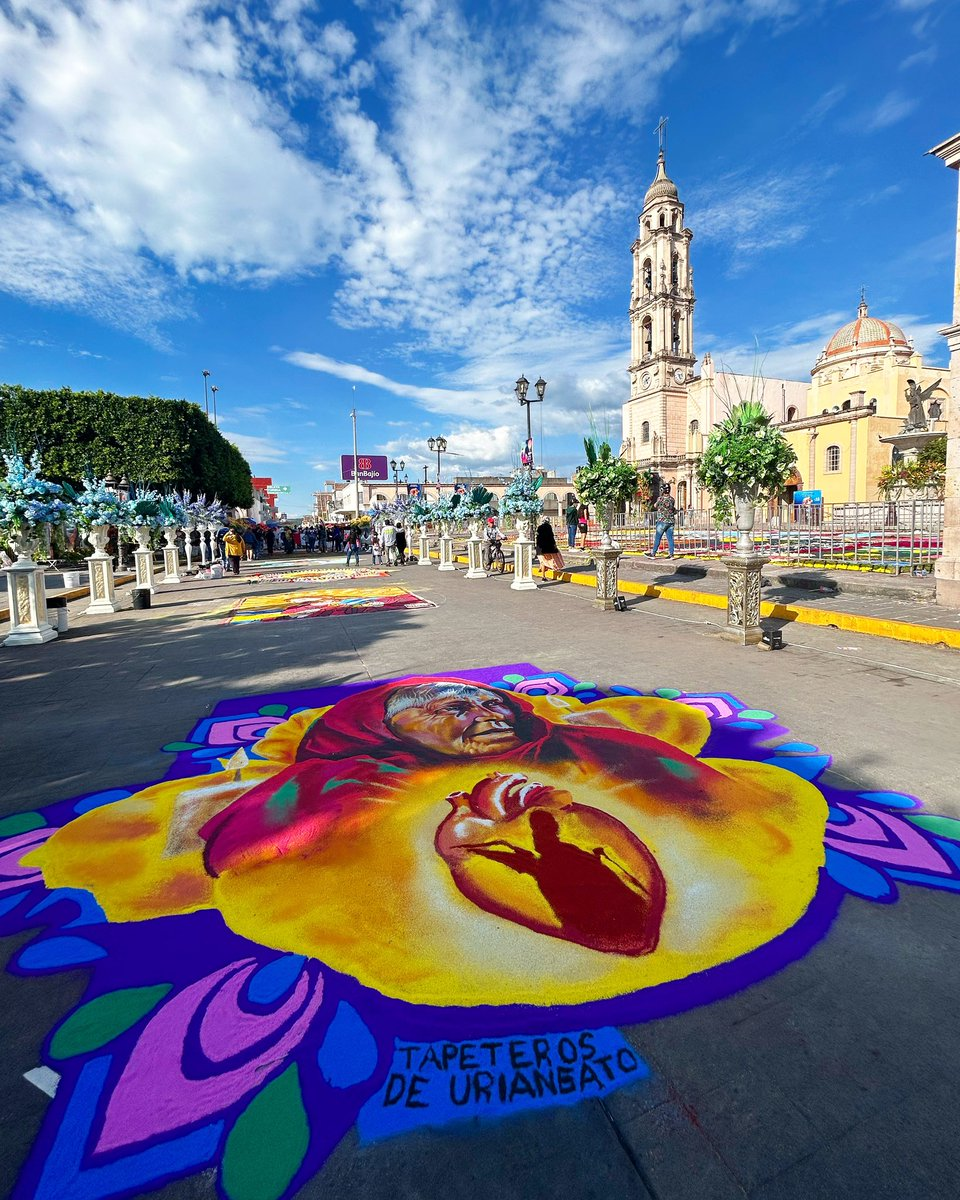
La octava noche en Uriangato.

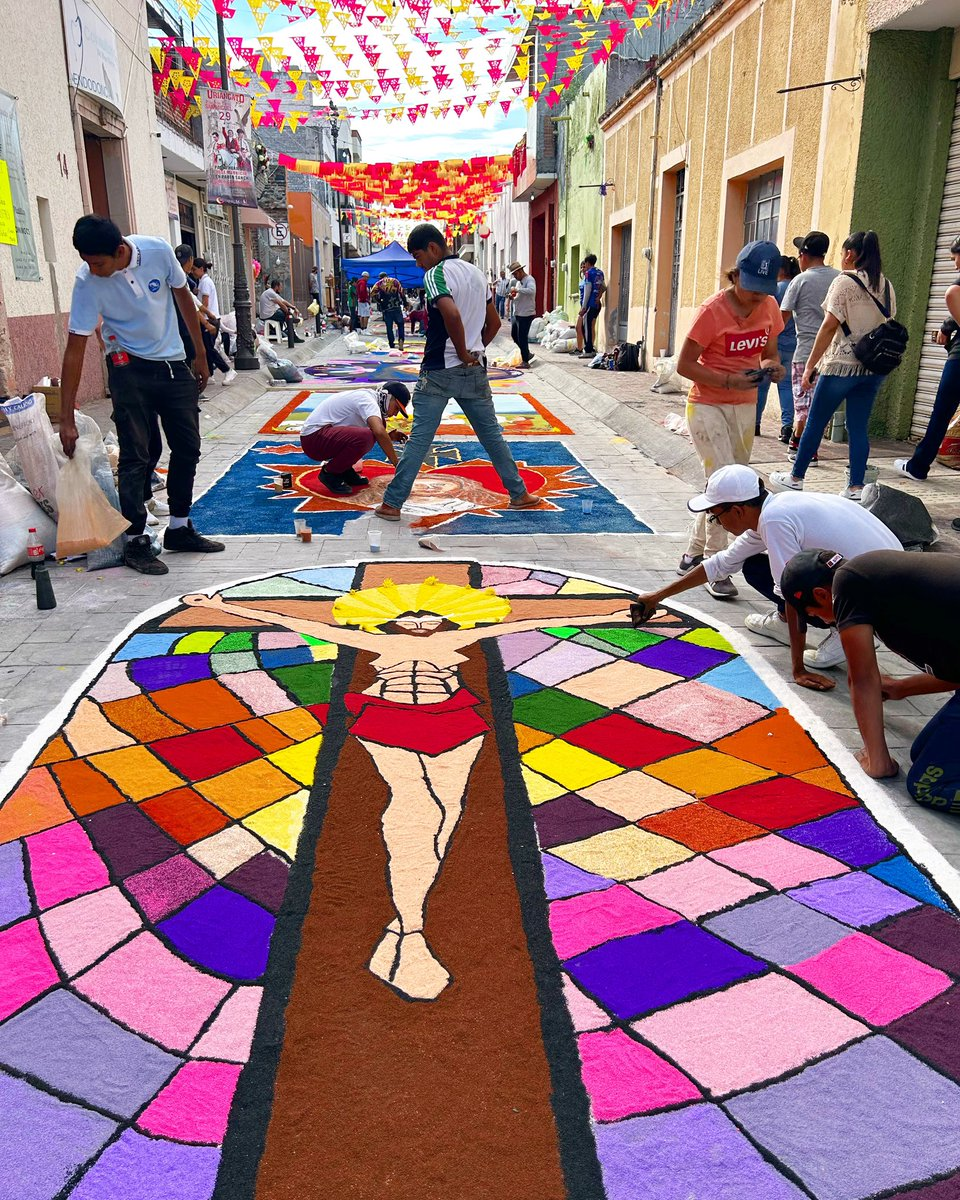
Festividad de la octava noche.

El turismo en la localidad es de carácter comercial, ya que la ciudad no es muy visitada por sus monumentos o su belleza colonial, sin embargo es visitada por muchas personas de diversos estados como: Guanajuato, Michoacán, Jalisco, Querétaro, Aguascalientes, Durango, Zacatecas, San Luis Potosí, Tamaulipas, Nuevo León, Coahuila, Chihuahua, Sonora, Baja California y la Ciudad de México que viajan a Moroleón y Uriangato para abastecerse de las prendas de vestir producidas en esta región, para ello se han instalado varias plazas textiles en el municipio.
Además se cuenta con un total de 4 km ininterrumpidos de numerosos locales comerciales donde se ofrecen prendas tanto al mayoreo como al menudeo y donde se encuentra desde prendas económicas, hasta la marca más prestigiada, además de que hay tiendas para toda la familia. El centro comercial Galerías Metropolitana se ha ido convirtiendo en un importante promotor del turismo comercial pues es un punto de reunión y esparcimiento para habitantes de Uriangato y municipios vecinos.

## Desarrollo social
Población analfabeta mayor de 15 años: 8.79%, Población de 15 años o más sin primaria completa: 32.51%, Viviendas sin drenaje ni excusado 1.43%, Viviendas sin energía eléctrica 1.06%, Viviendas sin agua entubada 2.63%, Viviendas con algún nivel de hacinamiento 23.81%, Viviendas con piso de tierra 2.53%, Viviendas sin refrigerador 9.83%, Índice de marginación -1.35117 (muy baja marginación).

### DIF Uriangato
El DIF de Uriangato es la Institución más importante y completa de asistencia social en Uriangato, ya que brinda entre otros servicios:
Entrega regular de despensas a personas vulnerables, se hace cargo del abastecimiento de los comedores comunitarios los cuales brindan alimentación a niños, adolescentes, mujeres embarazadas, mujeres en periodo de lactancia, adultos mayores, personas con discapacidad ubicados en comunidades con alto y muy alto grado de marginación. Brinda atención a menores de cinco años con desnutrición o en riesgo, a los niños no escolarizados y brinda los desayunos preescolares, también se brinda atención médica a mujeres embarazadas y en periodo de lactancia.

### Centro Gerontológico
Este centro se encuentra dentro de las instalaciones del DIF y consiste en un servicio que se presta a los adultos mayores con el fin de promover, crear y organizar nuevos grupos solidarios y autogestión, teniendo proyectos productivos como el invernadero, el vivero y la cocina. Esto con la finalidad de mantener y prolongar la salud de los adultos mayores por medio de activación física, actividades culturales, recreativas, campañas de salud, autoayuda y se les brinda la información y adiestramiento para que logren ser autosuficientes.

### Centro de Rehabilitación
Es una institución que brinda servicio dentro de las instalaciones del DIF a todos los habitantes del municipio de Uriangato que tengan alguna discapacidad temporal o definitiva. El CRIT Teletón del Bajío ubicado en Irapuato, Gto., atiende a 14 niños del municipio de Uriangato.
Los usuarios que así lo requieren, cuentan con este centro en donde se apoya a las personas con alguna discapacidad tanto visual, auditiva, motora, hereditaria, por enfermedad, por accidente, por violencia, neuromotora así como intelectual, también es importante para todas las personas que han sufrido algún accidente o enfermedad que les ha limitado la actividad de su cuerpo, en este centro reciben terapia física y rehabilitación a un bajo costo, con la finalidad de reintegrarlas a su medio social, laboral y familiar.

### Consultorio de terapia psicológica
Es un apoyo del DIF enfocado a proporcionar a los ciudadanos de Uriangato un mejor manejo de su comportamiento y así obtener una mejor salud mental, mediante un proceso de orientación psicológica que ayuda a las personas a darse cuenta de los recursos con los que cuentan para la solución y enfrentamiento de las dificultades de su vida diaria. A este consultorio se canaliza a todas las personas atendidas en el CEMAIV, aquí se les brinda atención psicológica necesaria para su integración a una vida normal o en su defecto se les canaliza al servicio psiquiátrico o neurológico para atender su enfermedad.

## Seguridad Pública
En 2023, 18.2% de los hombres mayores de 18 años de Uriangato percibieron seguridad en el municipio, mientras que 12% de mujeres mayores de 18 años compartieron dicha percepción.
A nivel sociodemográfico, tanto hombres como mujeres pertenecientes al nivel sociodemográfico medio bajo percibieron mayor seguridad, 20% en el caso de hombres y 14.1% en el caso de mujeres.
5.1.% de la población de Uriangato aseguró tener mucha confianza en la policía municipal, mientras que un 44.9% indicó tener mucha desconfianza. Mientras que en la percepción de la policía estatal, 12.4% de la población aseguró tener mucha confianza en la policía estatal, mientras que un 14.7% indicó tener mucha desconfianza.
Del mismo modo, un 16.9% de la población aseguró tener mucha confianza en el Ministerio Público y Procuradurías, un 19% en los Jueces y un 25.3% en la Policía Federal, mientras que un 14.6%, un 13% y un 11.5% aseguró tener mucha desconfianza en ellos, respectivamente.
Las denuncias con mayor ocurrencia durante 2023 en Uriangato fueron Otros Delitos del Fuero Común (150), Robo (91) y Daño a la Propiedad (52), las cuales abarcaron un 61.7% del total de denuncias del año.
Al comparar el número de denuncias 2022 y 2023, aquellas con mayor crecimiento fueron Otros Delitos del Fuero Común (25%), Abuso de Confianza (2%) y Despojo (1%).
Accidentes de tránsito terrestres en zonas urbanas y suburbana durante 2023: 879
Otros delitos ocurridos y registrados en averiguaciones previas del fuero común en 2023: 162
Víctimas de robo: 91
Daño a la propiedad: 52
Amenazas: 49
Víctimas de golpes y lesiones: 47
Víctimas de homicidio: 25
Abuso sexual: 21
Violencia familiar: 20
Víctimas de secuestro: 7

## Cultura

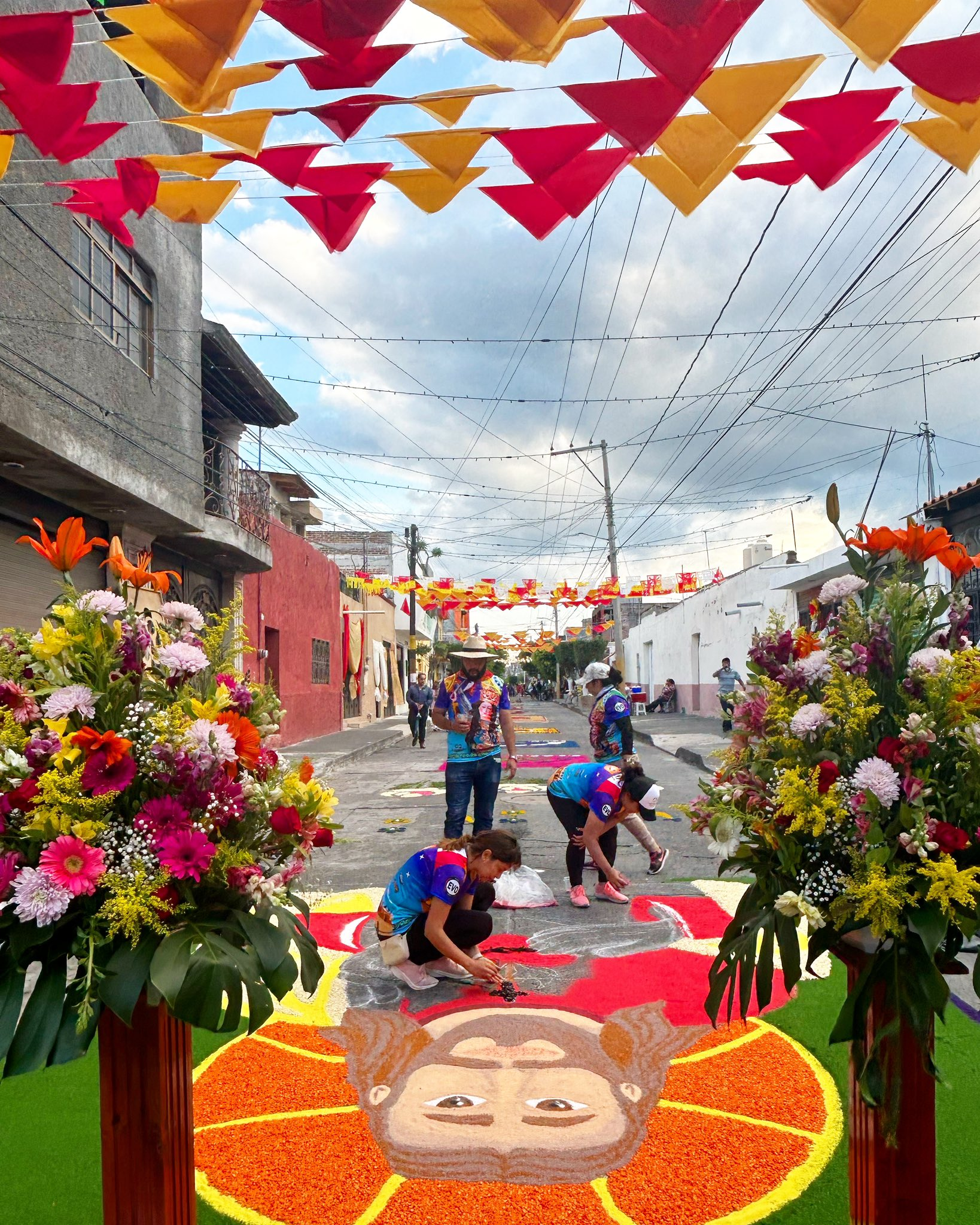
Alfombras de aserrin de Uriangato.

### Atractivos turísticos, de esparcimiento y culturales
El municipio cuenta con edificios de importante belleza arquitectónica como: La parroquia de San Miguel Arcángel de estilo neoclásico, la parroquia del Sagrado Corazón de Jesús de estilo Modernista, el templo de la Santa Cruz en la localidad de El Derramadero, el edificio que alberga las oficinas de la Presidencia Municipal, así como los portales que circundan al jardín principal y de especial interés es la Hacienda de San José Cuaracurío.
El jardín principal y el atrio de la Parroquia de San Miguel, son importantes centros de esparcimiento en la ciudad junto a la unidad deportiva I, el Estadio de Béisbol y la unidad deportiva II ubicada en la colonia Juárez, así como el Jardín de la localidad de El Derramadero, "La Presa de Huahuemba".
"La virgen de la barranca", es un sitio de interés en el camino a la localidad de El Charco, en este lugar se puede apreciar el rostro de la Virgen de Guadalupe en un enorme peñasco.
Uriangato cuenta con importantes aportaciones culturales al folclore regional, como lo son:
La escenificación de la última cena, las tres caídas, la crucifixión de Jesús y el ahorcamiento de Judas, durante la Semana Santa, tradición que desde hace décadas se lleva a cabo en las calles de la ciudad.
La realización del novenario de San Miguel Arcángel, durante el cual la ciudad se ilumina con candiles (fogatas de ocote). VER "Candiles Uriangato"
La octava es una tradición característica del folclore Uriangatense, basada en el recorrido del santo patrono de la ciudad de Uriangato por las calles del centro de esta ciudad, ubicada durante la noche del día 6 de octubre de cada año, es una festividad en la que se exponen en la calle los famosos Tapetes de aserrín elaborados en Uriangato a base de aserrín teñido de diferentes y llamativos colores, elaborando alfombras con diferentes motivos, generalmente de tipo religioso por encima de las cuales pasa la procesión que acompaña por la noche al Santo Patrono de Uriangato "San Miguel Arcángel".
Aunado a la elaboración de este trabajo artesanal, se adornan las calles por donde se lleva a cabo el recorrido con vistosos y coloridos adornos multicolores de plástico conocidos como (hilos) desde las azoteas de las casas cubriendo la totalidad de la calle y con la elaboración e instalación de altares adornados de luces y flores en las esquinas de dichas calles en donde descansa la escultura de San Miguel Arcángel venerada en Uriangato, durante la noche del paseo. Así mismo se acompaña el recorrido del Arcángel San Miguel con rezos y cantos religiosos católicos y se lanzan al aire los famosos Globos de Cantoya, hechos de papel de China de vistosos colores para resaltar la máxima expresión del folclore Uriangatense.
Las danzas regionales típicas de Uriangato, como: La danza de palos, el cucunito, entre otras.
El paseo de carros alegóricos del 25 de diciembre.
La realización de jaripeos amenizados por bandas, grupos y solistas reconocidos contratados para realizar un baile posterior al evento.

### Fiestas populares
- Verbena de Reyes (4, 5 y 6 de enero)
- Desfile del Carnaval y martes de Carnaval (fecha variable en febrero o marzo)
- Aniversario de la Fundación de Uriangato (20 de febrero)
- Fiesta de San José en San José Cuaracurío (19 de marzo)
- Desfile de la Primavera (21 de marzo)
- Semana Santa (fecha variable marzo o abril)
- Fiesta de Jesús de Nazaret en la colonia El Cuitzillo (fecha variable abril o mayo)
- Fiesta de la Santa Cruz en El Derramadero (3 de mayo)
- Desfile de disfraces por los estudiantes de la ESFU (fecha variable en mayo)
- Desfile de Los Gitanos (Mojigangas gitanos y manolas) y Procesión del Corpus Cristi (fecha variable mayo o junio)
- Fiesta del Sagrado Corazón de Jesús (variable: viernes del mes de mayo o junio)
- Fiesta de San Antonio en el Aguacate (13 de junio)
- Aniversario de la Heroica Defensa de Uriangato (24 de junio)
- Paseo del Santo Niño de Cuamio en El Derramadero y El Aguacate (fecha variable en agosto)
- Fiesta de San Nicolás en Cupuato (10 de septiembre)
- Verbena popular del grito de Independencia (15 de septiembre)
- Desfile de aniversario de la Independencia de México. (16 de septiembre)
- Fiesta de San Miguel Arcángel (del 19 de septiembre al 6 de octubre)
- Celebración del día de muertos con exhibición de altares de muertos (1 y 2 de noviembre)
- Desfile de aniversario de la Revolución mexicana (20 de noviembre)
- Fiesta de la Virgen de Guadalupe (12 de diciembre)
- Fiesta del Señor del Zapotito en la Lagunilla del Rico (20 de diciembre)
- Feria de Navidad (del 16 al 30 de diciembre)

### Gastronomía

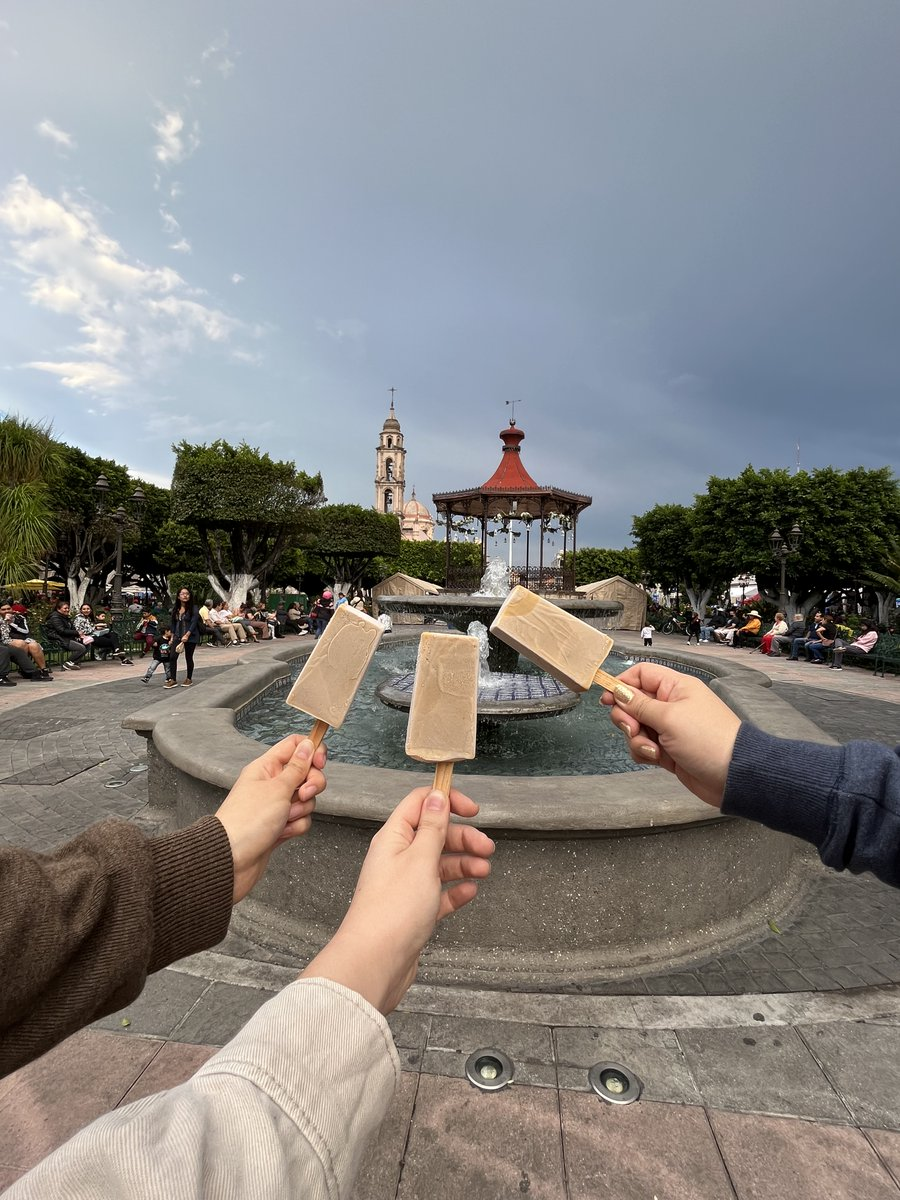
Paletas de cajeta de Uriangato.

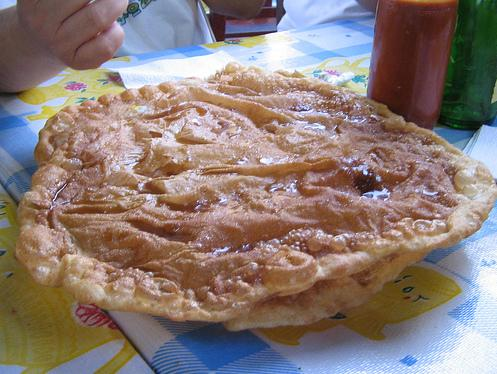
Buñuelo hecho en Uriangato.

Hay varios alimentos y platillos típicos de la región, a continuación se describen los más representativos y tradicionales para la gente de Uriangato, es importante mencionar que gran parte de la gastronomía de Uriangato está influenciada fuertemente por las costumbres culinarias del estado de Michoacán más que por la propia gastronomía del estado de Guanajuato, debido a la cercanía geográfica y cultural que Uriangato y la región comparten con Michoacán.

#### Tamales de ceniza
Los tamales de ceniza son un platillo originario de Uriangato, hay otras variantes de la receta como las corundas michoacanas y los tamales de ceniza en hoja de maíz de Jalisco, todas estas variantes son producto de una fusión de las costumbres europeas y tarascas. Los tamales de ceniza requieren para su elaboración maíz molido, manteca, agua, condimentos, ceniza de fogón y polvo para hornear, los tamales se envuelven en hoja de carrizo en forma triangular de unos 8 cm de diámetro, se cuecen al vapor y se sirven con crema, es común acompañarlos con carnitas guisadas con chile.

#### Uchepos
Tamales dulces o salados de maíz tierno. Para su preparación se muele el maíz con azúcar y mantequilla, se envuelve la pasta con las hojas del maíz cual tamales y se cocinan a vapor por 30 minutos.

#### Garbanzos asados
Entre la población uriangatense se acostumbra el consumo de garbanzos asados, aunque es un producto que no es comúnmente consumido en otros municipios, incluso en municipios del estado de Guanajuato en donde se cosechan grandes cantidades de garbanzos.

#### Buñuelos
Si bien este platillo no es originario de Uriangato, es de gran arraigo entre el consumo de los uriangatenses desde principios del siglo XX, sobre todo como postre durante las festividades.

#### Atole de maíz blanco
Una de las bebidas de gran tradición en Uriangato y en proceso de extinción es el atole blanco, elaborado en cazo de cobre con maíz elaborado en forma de "puscua" (sin cal), lo anterior debido a que son ya pocas las amas de casa que llevan maíz a moler en el molino.